# René Casados
René Casados Morales (Tamalín, 21 de outubro de 1961) é um ator mexicano.

## Filmografia

### Televisão
- El ángel de Aurora (2024-2025) .... Juventino Macías “El Pintas”
- Corazón guerrero (2022) .... Heriberto Marcelino Villalba
- Mi fortuna es amarte (2022) .... Heliodoro Flores Santiago
- ¿Qué le pasa a mi familia? (2021) .... Wenceslao Rueda Cortés
- Juntos el corazón nunca se equivoca (2019) .... Audifaz Córcega Sierra
- Mi marido tiene familia (2017-2019) .... Audifaz Córcega Sierra
- Las amazonas (2016) .... Eduardo Mendoza Castro
- Mi corazón es tuyo (2014) .... Bruno Romero
- La tempestad (2013) .... Claudio Fabré
- Abismo de pasión (2012) .... Padre Guadalupe "Lupe" Mondragón
- Cuando me enamoro (2010-2011).... Gonzalo Monterrubio
- Corazón salvaje (2009-2010) .... Noel Vidal
- Fuego en la sangre (2008)  .... Padre Tadeo
- Mundo de fieras (2006) .... Nicolás Navarro
- La madrastra (2005) .... Bruno Mendizábal
- Corazones al límite (2004) .... Dante Lacalfari
- Amarte es mi pecado (2004) .... Juan Carlos Orellana
- ¡Vivan los niños! (2002-2003) .... Sr. Cuellar
- Clase 406 (2002) .... Manolo Cayetano Catasús
- María Belén (2001) .... Jorge
- Abrázame muy fuerte (2000) .... Francisco José Bravo / Fernando Joaquín
- Ramona (2000).... Angus O'Faill
- Cuento de Navidad (1999) .... Rodrigo Félix
- Tres mujeres (1999) .... Leonardo Marcos
- Ángela (1998-1999) .... Alfonso Molina
- Preciosa (1998) .... El Gran Sabú
- La jaula de oro (1997) .... Flavio Canet
- La antorcha encendida (1996) .... Agustín de Iturbide
- Dos vidas (1988) .... Dino
- Extraños caminos del amor (1981).... Miguel
- Muchacha de barrio (1979) .... Ernesto
- La hora del silencio (1978)

### Cinema
- Mejor es que Gabriela no se muera (2007).... Abigail
- Se me sale cuando me río (1983)
- El testamento (1980)
- El tonto que hacia milagros (1980)
- El sexo me da risa (1978)
- Pedro Páramo (1978)
- El fantasma del lago(1977)
- La guera Rodríguez (1977)
- La hora del jaguar (1977)
- La leyenda de Rodrígo (1977)
- El rediezcubrimiento de México (1977)